# Svenska Betelföreningen
Svenska Betelföreningen bildades 1884 under namnet Skandinaviska Bethelföreningen i Sverige på initiativ av två sjökaptener, Johan Andersson i Lerberget och P. Nilsson i Höganäs, efter förebild från den brittiska Bethel Union och den norska Skandinavisk Bethelforening med syfte att driva mission bland sjömän, i synnerhet i hamnar där annan sjömansmission inte fanns. 
Varje medlem som är fartygsbefälhavare ålades att ha hissad en vit flagga med rött kors och inskription ur 1 Mosebok 24:31, en så kallad Betelflagga för att ange att hans fartyg är ett Betel - Guds hus - med en betelkapten dit sjömännen är välkomna. Vid föreningens årskonferens 1906 ändrades namnet till Svenska Betelföreningen. Från 1903 utgav man tidningen Brevduvan.